# چای ۴۵۳

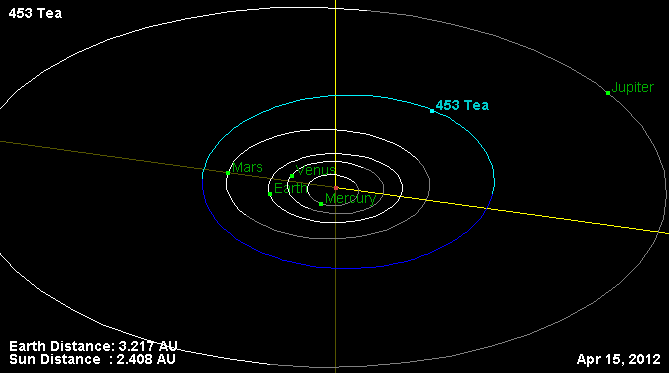
نمایی از محل قرارگیری سیارک چای ۴۵۳ در مدار – ۲۰۱۲

سیارک ۴۵۳ (به انگلیسی: 453 Tea، نامگذاری:1900FA) چهارصد و پنجاه و سومین سیارک کشف شده‌است که در ۲۲ فوریه ۱۹۰۰ و در نیس کشف شد.
قدر مطلق سیارک برابر ۱۰٫۸۶ است.